# چارلزتاون (حوزه سرشماری)، نیوهمپشایر
چارلزتاون (به انگلیسی: Charlestown) یک منطقهٔ مسکونی در ایالات متحده آمریکا است که در نیوهمپشایر واقع شده است. چارلزتاون ۲٫۲ کیلومتر مربع مساحت و ۱٬۱۵۲ نفر جمعیت دارد و ۱۱۴ متر بالاتر از سطح دریا قرار دارد.